# جزيرة الجينات
جزيرة الجينات أدوات في النقل الافقي للجينات البكتيرية وتطورها. الجينوم البكتيري تطور خلال الطفرات وإعادة ترتيب الجينات إلى جانب التغير في الوظائف الأيضية الضرورية، وأيضا بسبب تأثرها بالظروف البيئية، النقل الأفقي للجينات يساهم في تنوع وتكيف الكائنات الحية الدقيقة بالإضافة إلى تأثيرها في الجينوم البشري. الجزء المهم والمشار له في انتقال الجينات هو انتشارها عبر جزيرة الجينات ( GEIs)، التي توصف بأن بعضها متحرك والبعض الآخر غير متحرك أو تحركه غير طويل المدى. وهي تختلف بين أشرطة ال(DNA ) المتقاربة: فالعديد من (GEIs ) له القدرة على الدخول إلى كروموسومات الخلية المضيفة وتحولها إلى خلية مضيفة جديدة عبر الانتقال أوالتحول أو الاقتران والدمج.
```
(GEIs )تلعب دور مهم في تطور الطيف الخارجي للبكتيريا الذي يشمل مقاومة المضادات الحيوية التي يتحكم فيها بقاء العامل الممرض مثل البكتيريا.
```

إذاً الجينوم في أنواع البكتيريا يستطيع أن يتطور خلال تنوع في العمليات، ويشمل الطفرات وإعادة ترتيب النقل الأفقي للجينات. ومعلوماتنا من السنوات القليلة الماضية هي الارتفاع السريع في أعداد السلاسل الجينومية التي تساهم في تنوع الكائنات الحية الدقيقة. من الخصائص العامة لل( GEIs ) : هو قطع صغيرة من جزيء المادة الوراثية DNA؛ نيوكليوتيد يتراوح حجمه بين 10-200 كيلوبايت خصائصها تختلف عن الكروموسومات الطبيعية ويدخل بالغالب عبر الناقل tRNA . GEIs) ) يرتب عن طريق قواعد النيتروجينية وهي: جوانين (G)، سايتوسين (C)، ثايمين (T)، أدينين (A)، مثل: GC وهو مرتبط بالبلازميد (DNA البكتيريا )، ولكن ليس جميع (GEIs) له نفس المكونات وإدخال (GEIs) إلى كروموسومات الخلية المضيفة يتم عن طريق مواقع محددة، فهذا التحول بالجينات نستطيع أن نراه بوضوح داخل أنواع من الخلايا البكتيرية سواء كانت ممرضة أم لا. عند الحديث عن موضوع له علاقة بالجينات يجدر بنا أن نلفت الانتباه إلى عملية أساسية تحدث داخل الخلايا وهي التحول التي تحدث عن طريق البكتيريا المرتبطة بالفيروسات. بالرجوع إلى محتويات الجين GEIs يحتوي بشكل واضح على فيروس وبلازميد ( DNA البكتيريا )، بالإضافة إلى وجود عناصر متحركة واضحة يصعب وصفها، وعدم توفر معلومات عن تنظيم الGEIs والظروف البيئية المؤثرة على انتقال الGEIs. الGEIs يلعب دور مهم في تطوير جينوم البكتيريا وتكيفه في تغير الظروف البيئية، ونتاج هذا التكيف نراه واضحا في تطور مقاومة المضادات الحيوية ونراه ممتعا في إيجاد خصائص محددة. بشكل عام فإن تبادل المادة الوراثية في البكتيريا يعود إلى عوامل محددة منها: درجة التشابه بين المادة الوراثية المنتقلة والبكتيريا المضيفة، عمليات الأيض المختلفة بالإضافة إلى نظام التعبير الجيني وآلية انتقال الجينات. وبالنهاية أود أن أشكر جميع العلماء الذين ساهموا في إظهار تلك النتائج والحقائق المتعلقة بالجينات.